# Thriving Ivory
Thriving Ivory - американський рок-гурт, який виник в Сан-Франциско. Вони випустили свій однойменний Wind-Up Records дебютний альбом 24 червня . 2008 дебютний альбом досяг першого місця на графіку Billboard Heatseekers на міцності графіків одного «Ангели на Місяці".  Після півроку, "Ангели на Місяці" з'явився на US Pop 100 Chart, досягнувши 28. 

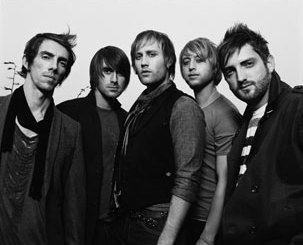
Thriving Ivory

Група була обрана для Yahoo! Music: Хто наступний? Користувача Вибір конкурс. Вони були проти трьох інших художників, у тому числі  We The Kings, Shwayze, and Mandi Perkins. Конкурс запущений 14 серпня 2008. Вони також фігурують як MySpace Karaoke артисти, де шанувальники представленого аудіо або відео про себе співають пісню групи.
В 2009 вони виступили їх сингл "Angels on the Moon" on Jimmy Kimmel Live! та The Rachael Ray Show. 
21 квітня 2010, під час запису їх нового альбому, група оголосила, що Басист Брет Кохун вирішив "переслідувати різні можливості. " На початку 2010 року їх перший сингл "Angels на Місяці" пішов золотим у продажу США - більше 500 000 екземплярів. Їх другий студійний альбом, було випущено 14 вересня 2010 року.
Дрюв, Клейтон, і Пол почали новий проект під назвою "Плануючи Кіно". Заснована 30 березня 2012 . Їх дебютний однойменний EP був випущений 9 липня 2013.

## Склад
- Клейтон Струп - вокал
- Скотт Джейсон - клавіші, основний автором пісень
- Дрю Кріблей - гітара, вокал
- Павло Нідермієр - ударні інструменти